# Antoine Bellier
Antoine Bellier (ur. 18 października 1996 w Genewie) – szwajcarski tenisista, reprezentant kraju w rozgrywkach Pucharu Davisa.

## Kariera tenisowa
W karierze zwyciężył w jednym singlowym i jednym deblowym turnieju cyklu ATP Challenger Tour. Ponadto wygrał cztery singlowe oraz dwanaście deblowych turniejów rangi ITF.
W rankingu gry pojedynczej najwyżej był na 177. miejscu (31 października 2022), a w klasyfikacji gry podwójnej na 355. pozycji (3 października 2022).

### Zwycięstwa w turniejach ATP Challenger Tour

#### Gra pojedyncza
| Końcowy wynik | Nr | Data             | Turniej         | Nawierzchnia | Przeciwnik  | Wynik finału     |
| ------------- | -- | ---------------- | --------------- | ------------ | ----------- | ---------------- |
| Zwycięzca     | 1. | 17 kwietnia 2022 | San Luis Potosí | Ceglana      | Renzo Olivo | 6:7(2), 6:4, 7:5 |

#### Gra podwójna
| Końcowy wynik | Nr | Data         | Turniej  | Nawierzchnia | Partner         | Przeciwnicy                      | Wynik finału |
| ------------- | -- | ------------ | -------- | ------------ | --------------- | -------------------------------- | ------------ |
| Zwycięzca     | 1. | 14 maja 2022 | Szymkent | Ceglana      | Gabriel Décamps | Sebastian Fanselow Kaichi Uchida | 7:6(3), 6:3  |